# Plexippoides tristis
Plexippoides tristis är en spindelart som beskrevs av Maciej Próchniewicz 1990. Plexippoides tristis ingår i släktet Plexippoides och familjen hoppspindlar. Inga underarter finns listade i Catalogue of Life.